# Acrogonia balloui
Acrogonia balloui är en insektsart som beskrevs av Young 1968. Acrogonia balloui ingår i släktet Acrogonia och familjen dvärgstritar. Inga underarter finns listade i Catalogue of Life.